# Natronomonas pharaonis
A Natronomonas pharaonis a Halobacteriaceae családba tartozó archea faj. Az archeák – ősbaktériumok – egysejtű, sejtmag nélküli prokarióta szervezetek. 1982-ben izolálták egyiptomi szódatavakban. Elviseli a magas sókoncentrációt és a magas pH-t.

## Leírása
Körülbelül 11-es pH-jú szódatavakban él, ahol a sókoncentráció 300 g/L körüli. A magas NaCl-koncentráció ellen a közeli rokon Halobacterium nemzetséghez hasonlóan magas intracelluláris kálium-klorid koncentrációval védekezik. Mivel a kálium-klorid koncentráció magasabb a sejtben mint a sejten kívüli NaCl-koncentráció, így a nátrium-klorid nem jut be ozmózissal a sejtbe.
Az extrém magas pH ellen más alkalofil egysejtűekhez hasonlóan (például Bacillus nemzetség) mérsékelten magas a sejten belüli pH értéke. Más lúgos körülmények között élő mikroorganizmussal ellentétben nátriumionok helyett protonokat használ a légzési láncban és az ATP-szintézisnél.